# Micrempis melina
Micrempis melina är en tvåvingeart som beskrevs av Chillcott 1983. Micrempis melina ingår i släktet Micrempis och familjen puckeldansflugor.
Artens utbredningsområde är Minnesota. Inga underarter finns listade i Catalogue of Life.